# Archophileurus digitalia
Archophileurus digitalia är en skalbaggsart som beskrevs av Herbst 1789. Archophileurus digitalia ingår i släktet Archophileurus och familjen Dynastidae. Inga underarter finns listade.